# جامعة تيرانا
جامعة تيرانا (بالألبانية: Universiteti i Tiranës) هي جامعة حكومية ألبانية مقرها العاصمة تيرانا.

## تاريخ الجامعة
تأسست جامعة تيرانا عام 1957 تحت اسم «الجامعة الحكومية بتيرانا» (بالألبانية: Universiteti Shtetëror i Tiranës) نتيجة اندماج خمسة معاهد للتعليم العالي، كان أبرزها «معهد العلوم»، الذي أُسس عام 1947، أثناء الحكم الشيوعي، وقد سميت الجامعة لاحقًا بجامعة أنور خوجة في تيرانا (بالألبانية: Universiteti i Tiranës "Enver Hoxha") نسبة إلى الديكتاتور الألباني أنور خوجة، الذي توفي في 11 أبريل 1985.

## حاضر الجامعة
تعد جامعة تيرانا الجامعة الأكبر والأعلى تصنيفًا بين جامعات ألبانيا، وتضم 8 كليات، و50 قسمًا أكاديميًا، و41 برنامجًا دراسيًا أو تخصصًا علميًا، وتتم الدراسة في معظمها في مدينة تيرانا، إلى جانب بعض المقرات الجامعية التابعة في مدن ألبانية أخرى مثل مدينة ساراندي في الجنوب وكوكيس في الشمال.

## كليات الجامعة
- كلية الطب: ويدرس بها أكثر من خمسة آلاف طالب، وقد سعت الكلية إلى الاستقلال عن جامعة تيرانا وتكوين مدرسة طب مستقلة بذاتها.[4] تضم كلية الطب الأقسام الآتية:
  - الطب العام
  - طب الأسنان
  - الصيدلة
- كلية العلوم الاجتماعية
  - قسم الفلسفة وعلم الاجتماع
  - قسم علم النفس
  - قسم الأمان الاجتماعي
- كلية العلوم الطبيعية
  - الرياضيات
  - الفيزياء
  - الكيمياء
  - الأحياء
  - المعلوماتية
  - علم الأدوية
- كلية التاريخ وعلم اللغة
  - التاريخ
  - الجغرافيا
  - اللغويات الألبانية
  - الأدب الألباني
  - الصحافة
- كلية الحقوق
- كلية العلوم الاقتصادية
  - المعلوماتية الإدارية
  - المالية والمحاسبة
  - الاقتصاد
  - إدارة الأعمال
  - التسويق والسياحة
- كلية اللغات الأجنبية
  - الإنجليزية
  - الفرنسية
  - الإيطالية
  - الإسبانية
  - الألمانية
  - التركية
  - الروسية
  - اللغات البلقانية
  - الصينية
- قسم التربية البدنية

## الدرجات العلمية
تمنح جامعة تيرانا درجة البكالوريوس (ومدة الدراسة للحصول عليها ثلاث سنوات)، ودرجة الماجستير (ومدة الدراسة للحصول عليها عامان)، ودرجة الدكتوراة (وتتراوح مدة الدراسة للحصول عليها بين ثلاث وخمس سنوات)، وذلك تماشيًا مع نظام بولونيا.

## الطلبة والعاملون
يدرس بجامعة تيرانا أكثر من 14 ألف طالب، ويعمل بها ما يزيد على 600 عضو هيئة تدريس.

## وصلات خارجية
- الموقع الرسمي للجامعة (بالألبانية)